# 駐日ボリビア大使館
駐日ボリビア大使館（ちゅうにちボリビアたいしかん、スペイン語: Embajada de Bolivia en Japón、英語: Embassy of Bolivia in Japan）は、ボリビアが日本の首都東京に設置している大使館である。

## 所在地
2023年2月20日より、下記の住所で運営されている。2023年2月19日までの住所は「東京都港区西麻布4-12-24 興和西麻布ビル8階804号」であった。
| 日本語     | 〒105-0011 東京都港区芝公園三丁目4-30 32芝公園ビル802、804号室                        |
| スペイン語 | Edificio 32 Shibakoen, Shibakoen 3-4-30, Habitación 802/804 Minato-ku, Tokio 105-0011 |
| 英語       | 32 Shibakoen Building, Room #802/#804, 3-4-30, Shibakoen, Minato-ku, Tokyo 105-0011   |

## 大使
2021年4月20日より、ナターリア・フェルナンダ・サラサール・バルデラマ参事官が臨時代理大使を務めている。